# Aixam
 (juin 2025).
L'article doit être relu — et modifié si nécessaire — par des contributeurs indépendants pour apporter un regard critique aux contributions effectuées en violation des conditions d'utilisation de Wikipédia, tant sur la forme (notamment concernant le style encyclopédique, la proportionnalité) que sur le fond (la neutralité de point de vue, la qualité et l'indépendance des sources).
 (juin 2025).
La mise en forme du texte ne suit pas les recommandations de Wikipédia : il faut le « wikifier ».
Les points d'amélioration suivants sont les cas les plus fréquents. Le détail des points à revoir est peut-être précisé sur la page de discussion.
- Les titres sont pré-formatés par le logiciel. Ils ne sont ni en capitales, ni en gras.
- Le texte ne doit pas être écrit en capitales (les noms de famille non plus), ni en gras, ni en italique, ni en « petit »…
- Le gras n'est utilisé que pour surligner le titre de l'article dans l'introduction, une seule fois.
- L'italique est rarement utilisé : mots en langue étrangère, titres d'œuvres, noms de bateaux, etc.
- Les citations ne sont pas en italique mais en corps de texte normal. Elles sont entourées par des guillemets français : « et ».
- Les listes à puces sont à éviter, des paragraphes rédigés étant largement préférés. Les tableaux sont à réserver à la présentation de données structurées (résultats, etc.).
- Les appels de note de bas de page (petits chiffres en exposant, introduits par l'outil «  Source ») sont à placer entre la fin de phrase et le point final[comme ça].
- Les liens internes (vers d'autres articles de Wikipédia) sont à choisir avec parcimonie. Créez des liens vers des articles approfondissant le sujet. Les termes génériques sans rapport avec le sujet sont à éviter, ainsi que les répétitions de liens vers un même terme.
- Les liens externes sont à placer uniquement dans une section « Liens externes », à la fin de l'article. Ces liens sont à choisir avec parcimonie suivant les règles définies. Si un lien sert de source à l'article, son insertion dans le texte est à faire par les notes de bas de page.
- La présentation des références doit suivre les conventions bibliographiques. Il est recommandé d'utiliser les modèles {{Ouvrage}}, {{Chapitre}}, {{Article}}, {{Lien web}} et/ou {{Bibliographie}}. Le mode d'édition visuel peut mettre en forme automatiquement les références.
- Insérer une infobox (cadre d'informations à droite) n'est pas obligatoire pour parachever la mise en page.

Pour une aide détaillée, merci de consulter Aide:Wikification.
Si vous pensez que ces points ont été résolus, vous pouvez retirer ce bandeau et améliorer la mise en forme d'un autre article.
Pour les articles homonymes, voir Arola.
Aixam Mega (anciennement Arola) est une entreprise française fabriquant de voitures sans permis. L'ensemble des véhicules produits actuellement par Aixam sont considérés comme quadricycles légers, catégorie L6e selon la loi européenne. Ils peuvent être conduit en France dès 14 ans sous réserve de l'obtention du Permis AM (Anciennemment BSR).
Aixam a produit d'autres véhicules dans d'autres catégorie (L7e) ou des supercars dans des éditions très limitées telles que la Mega Track ou la Mega Monte Carlo.

## Histoire de la marque

### L'histoire d'Arola et Aixam
Créée en 1975 sous le nom d'Arola, l'entreprise se spécialise dans la fabrication de voiture sans permis.
Le premier véhicule sans permis qui voit le jour est un tricycle à guidon, sans portes. L'entreprise tente ensuite une première voiture sans permis mais ces véhicules obtiennent rapidement une réputation de modèles avec une mauvaise tenue de route.
A l'époque, la réglementation imposait aux constructeurs des moteurs de 50 centimètres cubes essence. Les véhicules avaient donc des moteurs sous dimensionnés par rapport à leur besoin, provoquant des problèmes de fiabilités récurrents. Georges Blain, fondateur de la marque, et Philippe Colançon, PDG historique de la marque, décident dans les années 1980 de se rendre au ministère des transports. Ils font la rencontre de Bernard Gauvin, sous-directeur de la réglementation technique des véhicules à la direction de la Sécurité et de la Circulation routières du Ministère de l’Écologie, de l’Énergie, du Développement durable et de l’Aménagement du territoire et lui demande l'autorisation d'utiliser des moteurs Diesel.
Ils obtiennent une dérogation les autorisant à intégrer des moteurs Diesel dans les véhicules sans permis, c'est ce qui a permis, par la suite au marché de se développer.
En 1984, Aixam commercialise une nouvelle voiture sans permis : la 325 D,. Suivi par la 400D. Dès le début, les véhicules Aixam trouvent un public composé initialement de personnes isolées à la campagne et agées.
En 1985, Aixam complète sa gamme en lançant son premier TQM (vitesse : 75 km/h).
En 1987, Aixam est leader du marché des véhicules sans permis en France. La marque produit à l'époque, environs 4000 véhicules par an.
En 1992, Aixam fonde la marque MEGA, est se lance dans la production de voitures de sport. Notamment la Mega Désert pour le Paris Dakar, la Mega Track ou la Mega Monte Carlo, entre autres. Cette aventure dans l'automobile sportive s'avère être un succès en terme de notoriété mais cela ne rapporte pas d'argent. Les activités sportives du groupe sont donc arrêtées et la marque Mega se reconvertit dans les véhicules utilitaires.

#### Origine du nom AIXAM
À partir de 1983, la société Arola est reprise et change de nom pour Aixam. Si aujourd'hui, il est communément admis qu'il s'agit de la contraction de mots "Aix-les-Bains" et "Automobile", il s'avère qu'il s'agit du post-rationnalisation, puisque initialement, les créateurs de la marque n'y avaient pas pensé. Le nom Aixam étant à la base, surtout pensé par Philippe Colançon pour commencer par un "A" et de fait, être mieux indexer dans les systèmes de l'époque qui fonctionnaient surtout via l'ordre alphabétique.
Si l'association avec entre "Aixam" et le "Aix" de "Aix-les-bains" est volontaire. Le "AM" d'automobile n'avait, en revanche, pas été choisis volontairement à l'époque. C'est lorsque les premiers clients ont demandés si le AM était pour "automobile" que les équipes de la marque ont feint de l'avoir fait exprès. Mais selon les dires de Philippe Colançon dans une interview pour Les Échos, ils n'y avaient pas pensé.
Les lettres "AM" reste pourtant, assez étonnamment d'actualité aujourd'hui, puisque la régulation du permis "BSR" se nomme désormais permis AM depuis 2013.

## Participations en compétitions automobiles

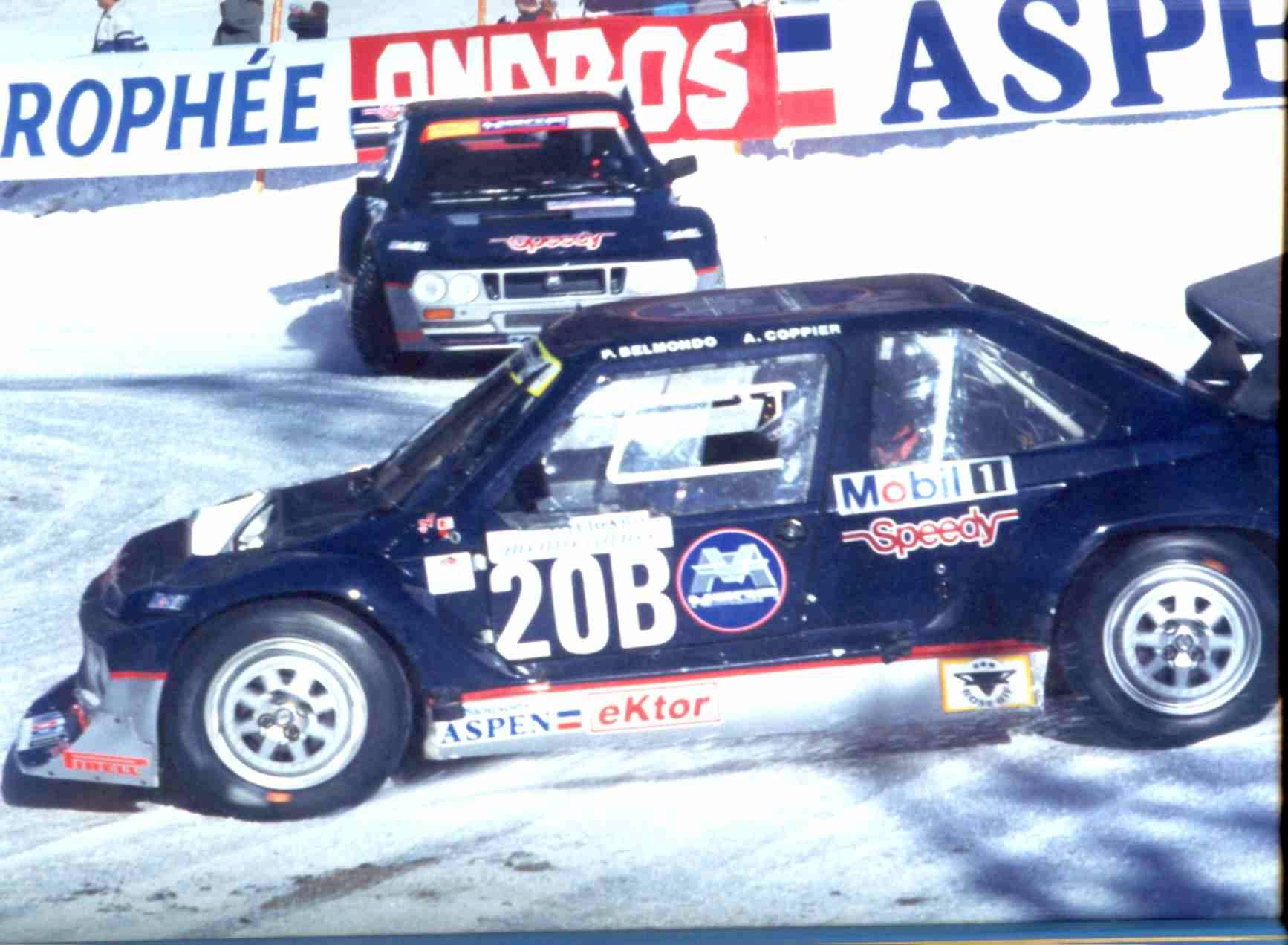
Mega au Trophée Andros.

En compétition, Aixam a participé à de nombreuses épreuves sous l'appellation Méga, autre marque du groupe aujourd'hui devenu simple modèle de la marque. Ainsi en 1994, Mega remporte le trophée Andros avec son pilote François Chauche.
En 2000, c'est Stéphane Peterhansel qui termine deuxième du Rallye Dakar au volant de la Méga Désert.
Depuis 2020, la production annuelle a augmenté de près de 70 % pour atteindre, en 2023, une production de 19 000 véhicules. En 2024, Aixam-Méga inaugure une nouvelle usine de plus de 17 000 m2, totalement intégrée et automatisée lui permettant de produire jusqu'à 30 000 véhicules par an. Cette usine se trouve dans la Drôme, à Andancette. Elle vient s'ajouter à l'usine historique, également quartier général de la marque, situé à Aix-les-bains.
En mars 2013, Aixam lance sa première voiture électrique. En octobre 2016, au Mondial de l'Automobile, Aixam lance la gamme Sensation. La gamme lancée en 2020 est nommée Émotion. La gamme actuelle est la gamme Ambition.
En 2022, Aixam dévoile le Mega e-Scouty à l'occasion du mondial de l'automobile de Paris et des 30 ans de la présentation de la Mega Track au Mondial de l’Automobile en 1992. Le président Emmanuel Macron fera, à cette occasion une apparition sur le stand de la marque.
En 2023, le président historique Philippe Colançon, président de la marque depuis 1983 et la reprise d'Arola (40 ans) est remplacé par Olivier Pelletier, ancien président de Goupil, société spécialisée dans la production de véhicules utilitaires mais également société sœur d'Aixam puisque toutes deux sous l'égide du groupe américain Polaris.
En 2024 (24 septembre), L'usine Aixam d'Andancette de 17 400 mètres carrés est inauguré dans la Drôme, le long du Rhône, à la frontière de l'Ardèche.
En 2025, Aixam Netherland dévoile une édition limité de la Mega e-Scouty, la Mega Black Edition. Destiné dans un premier temps au marché néerlandais, ce véhicule fait l'objet d'une campagne promotionnelle via une collaboration avec le street artiste NOLart basé à Bréda.

## Modernisation du marché des véhicules sans-permis auprès des jeunes
L'Italie est le premier marché à avoir pris le pas de la voiture sans permis pour les jeunes. La mode part dans les années 2010 d'un lycée situé dans la ville de Rome via des initiatives de modifications des véhicules (tuning) de l'un des distributeurs de la région.
Il faudra attendre beaucoup plus de temps et l'arrivée de la concurrence du groupe Stellantis pour que les jeunes de France et d'Europe adoptent ces produits à leurs tour.

### Modèles produit en 2025
- Aixam City
- Aixam Coupé[25],[26]
- Aixam Minauto[27],[28]
- Aixam Crossline[29],[14]
- Aixam Crossover[30],[13]
- Aixam Mega e-Scouty[31],[5]
- Aixam E-Truck[32] et D-Truck[33]

### Anciens modèles

#### Arola
- Arola 10
- Arola 11
- Arola 12
- Arola SP
- Arola 14
- Arola 15
- Arola Compacité
- Arola 18
- Arola 20
- Arola MINOTO

#### Aixam
- Aixam Multri-truck
- Aixam Fourgon
- Aixam 325D
- Aixam 400D
- Aixam 1997
- Aixam Décapotable
- Aixam A721 Sport
- Aixam Scouty
- Aixam Scouty R
- Aixam Roadline

- Aixam Limited

##### Mega
- Mega Track
- Mega Monte Carlo[35]
- Mega Desert